# 槍

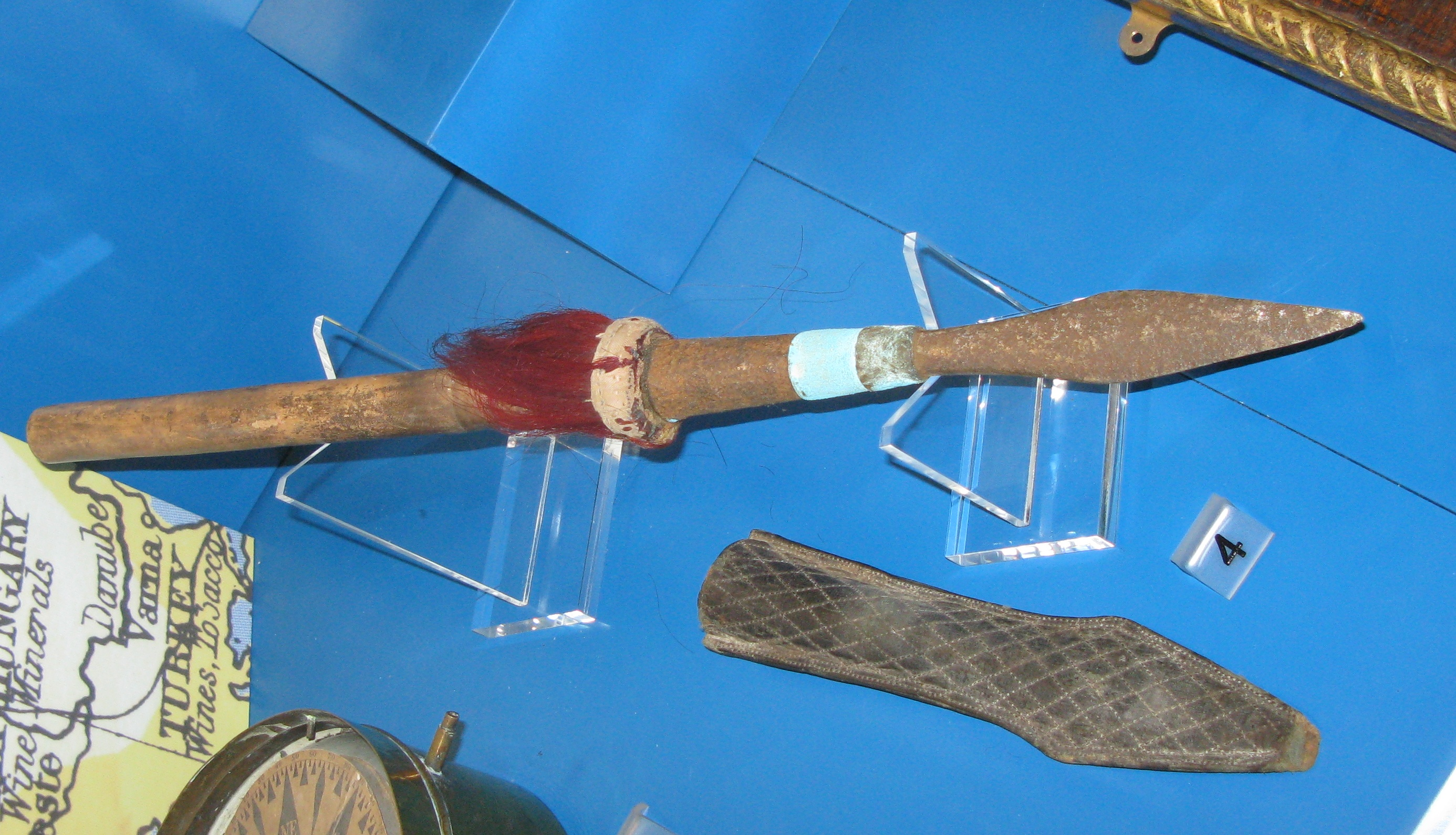
20世紀初的中國槍前段

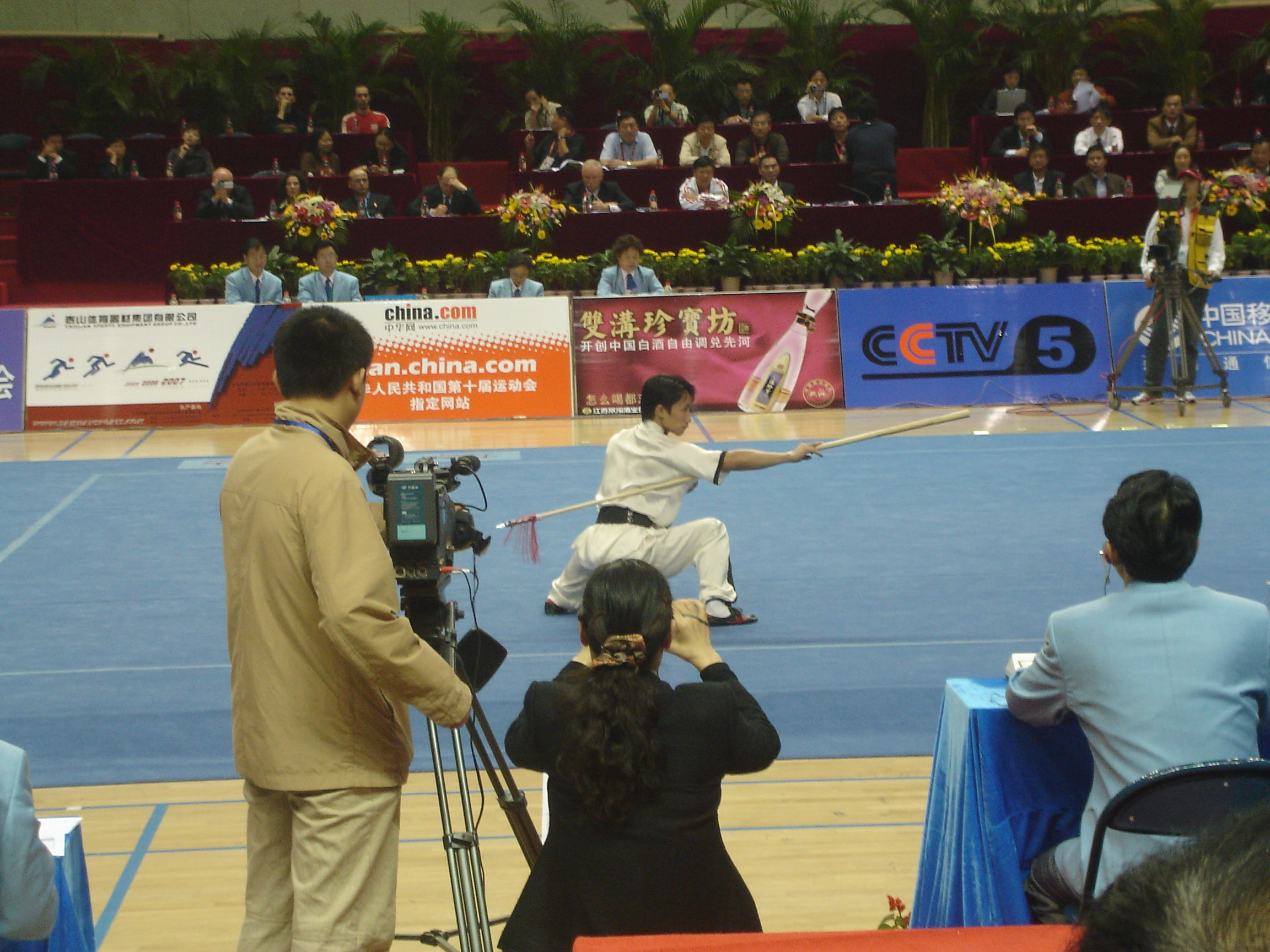
武術比賽中的槍術。

槍又稱鎗，是用略有弹性的长杠末端装有尖刃制成的矛，是东亚特有的一种長柄武器，自隋唐时期起就长期在战场使用，是冷兵器时代步兵的主流单兵格斗武器，有「百兵之王」之稱。枪也是中國武術十八般兵器的代表兵器之一，现代的武术比赛也保留有专门的槍術项目。
与传统意义上的矛相比，枪杆的刚度略低可以产生少许弯曲，整体重量也更轻便，因此更适合轻步兵和轻骑兵在单挑时配合武术套路、步法或马术做出复杂多样的招式攻击（所谓的“耍花枪”）；相比之下，矛杆基本上没有柔性，质量也较重，更适合依赖稳定姿势进行正面直刺，主要用于密集队形配合盾牌推进的重步兵方阵和重骑兵冲锋。
现代汉语中常常用来描述轻兵热武器的“枪”的叫法源自南宋时期的突火枪，是在当时的长枪末端侧面外挂一个内装黑火药和铁砂的竹筒改造出的一种原始火器，主要用途是在开始白刃战前先发射扰乱敌方阵型并恐吓对方士气（比如宋军在德安之战中的用法）。但汉字“枪”的本意其实是指冷兵器，宋明时期对火器的称呼一直是铳。

## 中國的槍

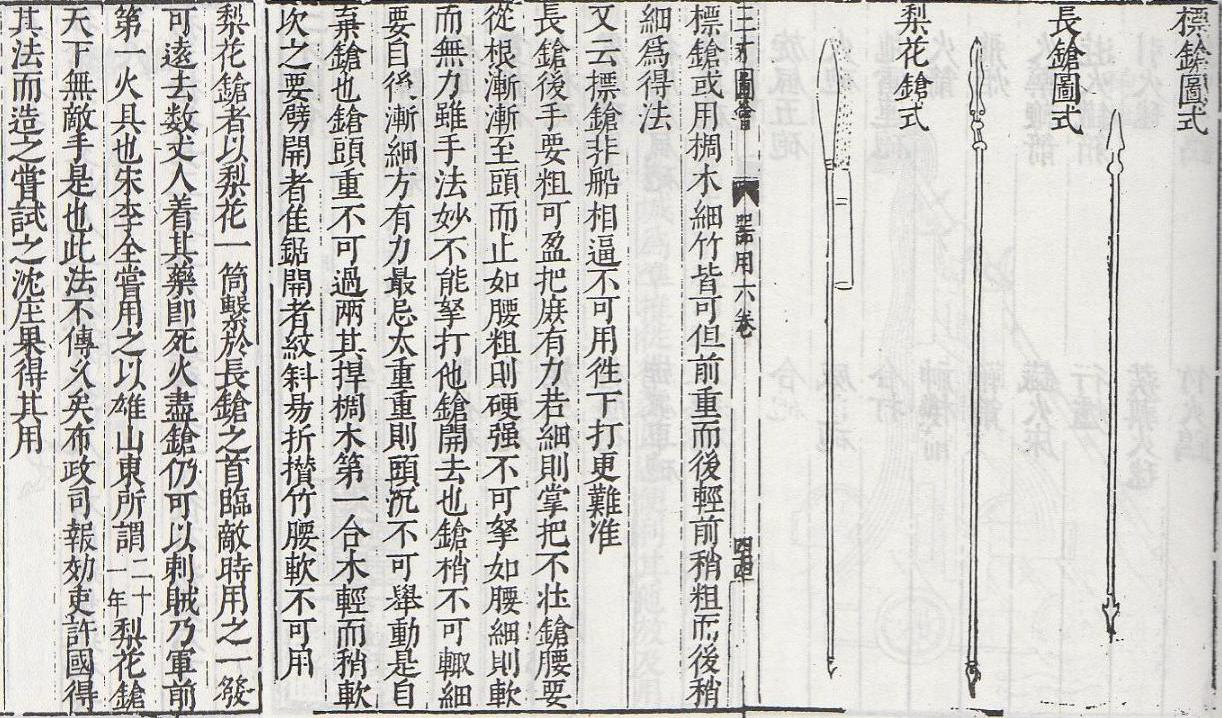
《三才圖會》中所繪的標槍、長槍與梨花槍。

中國標準的槍形的武器總共有「矛」、「鈹」、「槊」等稱呼。「矛」和「鈹」這兩種稱呼比較早出現分別是在商代與東周。東漢劉熙《釋名‧釋兵》：「矛長丈八尺曰矟，馬上所持，言其矟矟便殺也。」矟或作槊、鎙，又音轉作銏，應邵《風俗通義》矛長八尺曰矟，《唐六典》卷16引此文作“丈八尺曰矟”，故知槊在東漢之前即有丈八槊矛是也。《說文解字》槍，歫也。漢簡《蒼頡篇》按，歫人之械也。槍，謂木兩頭銳者也。東漢．服虔《通俗文》剡木傷盜曰槍。故知槍在秦代即有。宋元之後此類武器多稱為槍。中國槍從武術上使用的1～2公尺的槍到長槍陣用的8公尺長的長槍都有。
有些槍矛的刃部被製成焰刃狀的槍頭，如蛇矛，亦作蛇矛槍，因於棍的頂端有如蛇般彎曲的雙面刃而得名。蛇矛除了能像槍矛般刺，亦能砍，三國演義中的蜀國武將張飛使用的丈八蛇矛即屬蛇矛。這種形狀可較有效的切割目標並造成大量出血，但也較容易磨損。蛇矛在《武備志》中被歸類為三種槍式之一的槍式三。
中國宋代所使用的槍主要有九種（槍九色），為雙鉤槍、單鉤槍、環子槍、素木槍、鵶項槍、錐槍、梭槍、槌槍、大寧筆槍。其制木桿、上端為刃、下端為鐏。騎兵使用在槍首之側有雙倒鉤的雙鉤槍、有單倒鉤的單鉤槍、桿上施環的環子槍，步兵用素木槍、鵶項槍。錐槍槍刃為四稜，裝銳不可折，形如麥穗又名麥穗槍。梭槍是一種投槍，出自南方。槌槍以木為槍首為教閱之用。大寧筆槍槍首刃之下裝有刃的小鐵盤，形狀類似筆故稱之，另有靜戎筆槍為相近槍支。
《武備志》所記的明代常用槍有六種，為長槍、槍式一、槍式二、槍式三、鐵鉤槍、龍刀槍。長槍可用竹或木製，最長可以遠劄。槍式一與鵶項槍略同，槍式二與長槍同但槍桿不同，槍式三則為古矛（蛇矛）。鐵鉤槍槍頭為有鉤的鐵刀。龍刀槍有一向上彎的槍刃，可以砍擊。投擲用槍有標槍、梭槍兩種。
長槍也是清軍常用武器，八旗與綠營均有長槍兵配置，直到19世紀中期，清軍配備近代銃器後，長槍才被淘汰。清代配置的槍器有：長槍（4種）、虎牙槍、火焰槍（槍刃作成火焰的形狀）、手槍（全長1.09公尺）、釘槍、虎槍、鉤鐮槍、雙鉤鐮槍、蛇鐮槍、十字鐮槍。

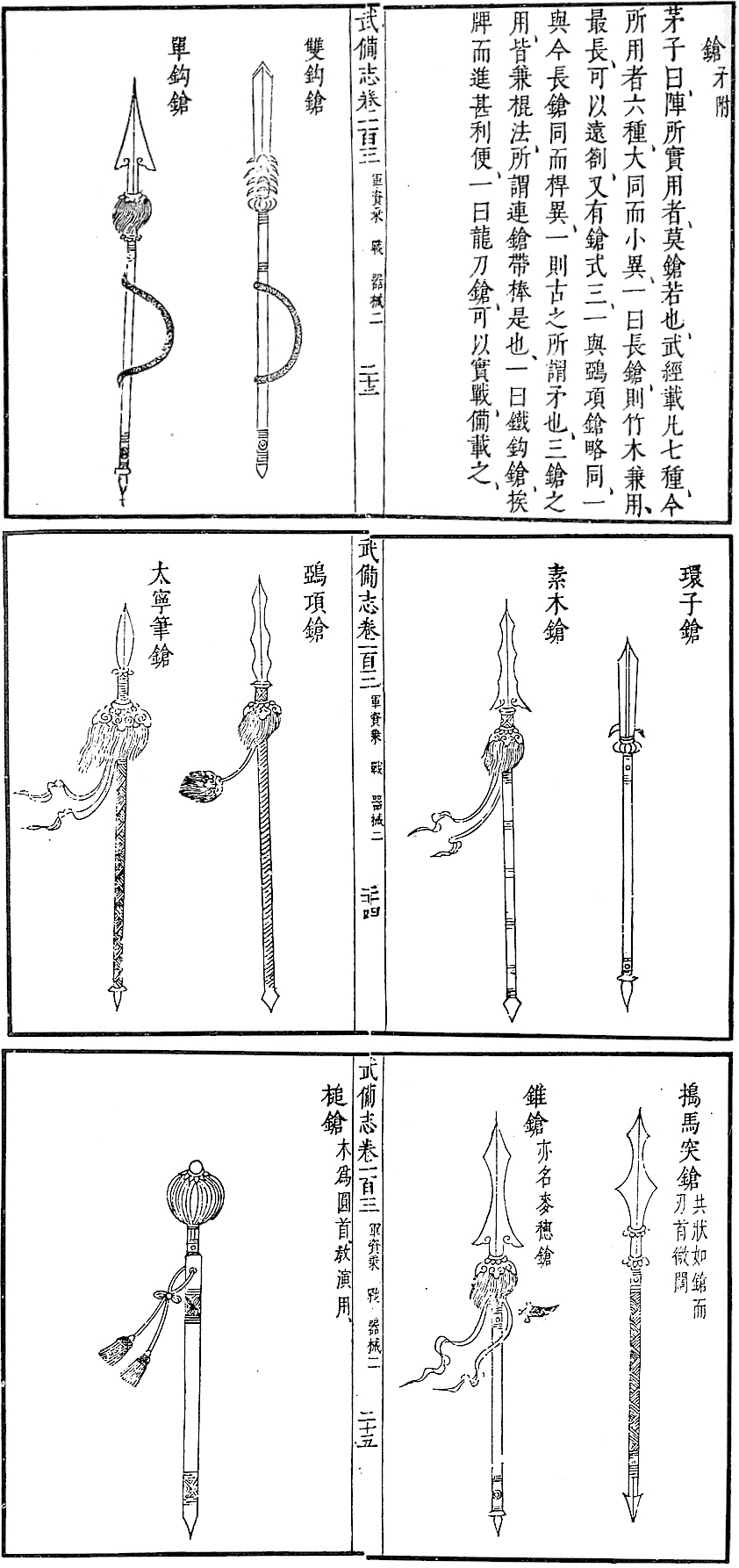
宋代所用的槍：雙鉤槍、單鉤槍、環子槍、素木槍、鵶項槍、錐槍、梭槍、槌槍、大寧筆槍。
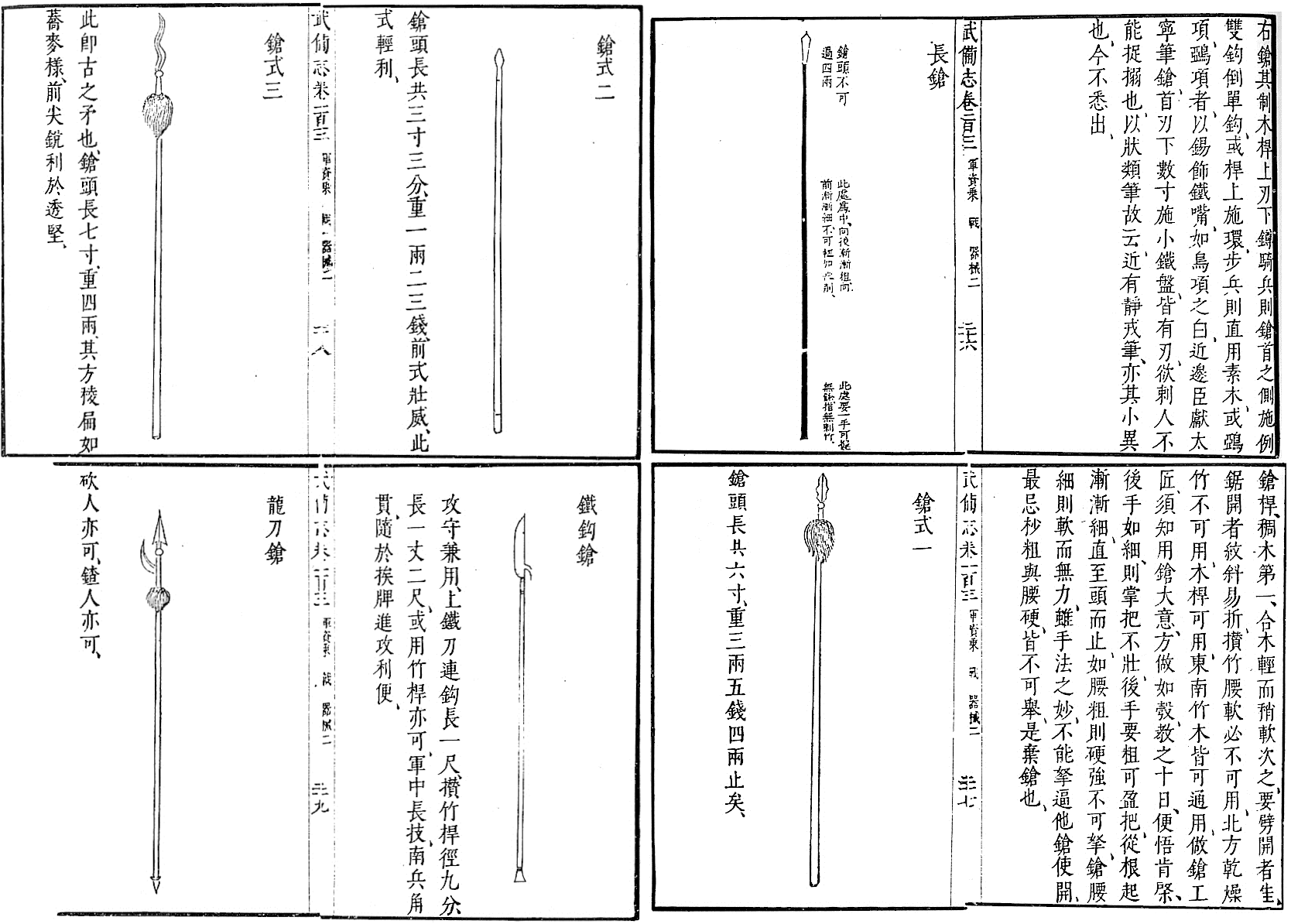
明代所用的槍：長槍、槍式一、槍式二、槍式三、鐵鉤槍，龍刀槍。

### 旌旗
明代以長槍作為部分軍旗的旗桿。

### 拒馬槍
另外有把槍作為防騎兵的路障，稱作拒馬槍，其中一種以竹或木製，三支六首交干相貫，以鐵為索固定。布陣、立營、拒險、塞空皆宜擺放，用於防敵突騎故曰拒馬。，此種拒馬槍又稱遠馱固營拒馬槍。另一種拒馬槍是橫一大木，大木長短不一，上穿九至十支鐵槍，稱作近守拒馬鹿角槍。

### 與槍類似的長柄兵器
- 戈：商代出現，古時車戰用武器，戈身與戈柄成L形，以啄、勾為主，不利劈斬。

- 戟：商代出現的一種將戈與矛結合成的武器，劈斬能力更強。
  - 另外在宋代出現一種將月牙刀刃與槍矛結合而也稱為「戟」的武器，在槍上結合一支月牙刀的稱青龍戟，結合一組（兩支）月牙刀的稱方天戟。

- 鉤鐮槍：唐代出現，槍頭附上向柄部彎曲的鉤，設計上與戟類似，款式多樣，非常適合勾斷馬腳，北宋時最為活躍。

- 長柄刀：宋代出現，加上長柄的大刀，款式多樣。刀身上附上鉤的又被稱作鉤鐮刀；雕工較精的長柄刀被稱為偃月刀，但偃月刀因重量的關係多供為訓練用途。

- 鏟：明代出現，槍頭為筊形、或較胖較短的月牙形的長柄兵器，著名的中國奇幻小說《西遊記》中的沙悟淨與《水滸傳》中的魯智深即是手持這種武器。

- 三尖兩刃刀：明代出現，將槍與劍結合的長柄兵器，著名的使用者為二郎神與三國演義中的紀靈，故又名二郎刀。

- 狼筅與筅槍：明代出現，保留木竹枝枒的槍，其中枝芽遭整修過的為筅槍，沒有修整過的為狼筅，保留的枝芽可以有效的抵擋敵方的攻擊。戚繼光的部隊中所使用的鴛鴦陣裡就有使用此種兵器的成員。

- 钂：明代出現，槍刃下有一月牙形橫股，被認為是叉的一種，橫股有用來推擠敵兵、阻擋攻擊、作為火箭支架的效用。

- 抓槍：古代稀有兵器的一種，刃長一尺五吋，桿長有六呎；槍上共有大小刺20個，最長的刺為三吋，最短的刺為一吋，其他各刺均相差一分。

- 鐵鉤槍：為一有鉤爪的長柄刀。

- 龍刀槍：小枝向槍鋒向彎的鉤鐮槍。

## 戰術布陣
長柄兵器進入戰場，除了車兵與騎兵使用之外，在步兵使用亦廣，是接續在盾牌步兵後面，利用盾牌與盾牌之間的空隙進行突刺。
傳統戰法如下：
- 我方手持盾牌（尤其是中大型盾牌的），拿刀（劍或其他兵器）的刀盾步兵在最前方，抵禦敵方衝擊。
- 長柄步兵（拿槍、矛或長柄戰斧）在刀盾步兵後方，對著衝過來的敵軍進行突刺；遇上騎兵時，則刺擊馬上騎士。
- 長弓手、弩箭手在長柄步兵後方，為最先發動攻擊，由刀盾兵和長柄步兵共同保護。

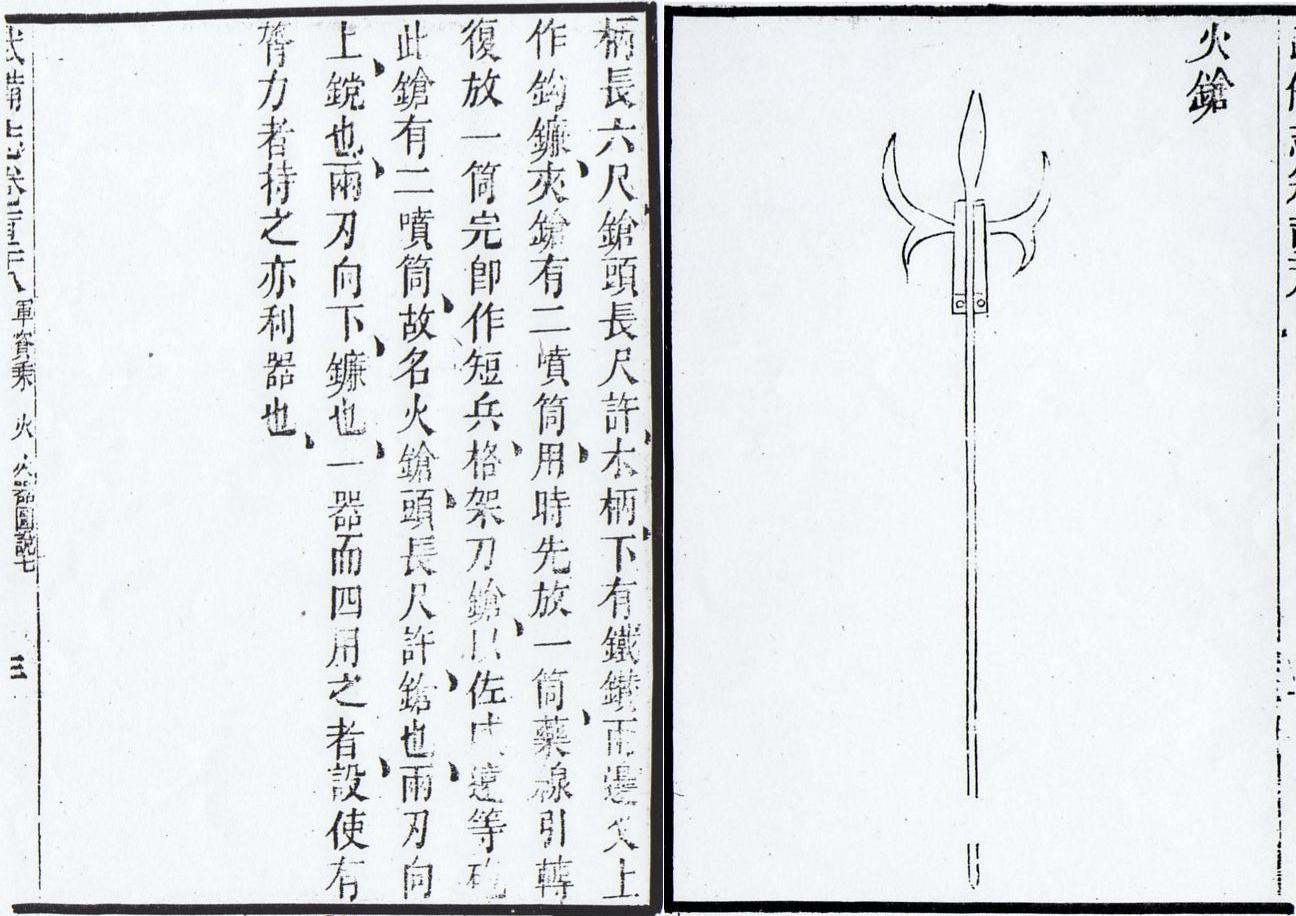
火槍：在槍頭裝上噴火筒。

### 槍與火器結合
根據敦煌石窟中發現的絹畫《降魔變》來看，中國五代時期就可能在槍頭上綁上噴火器而成為火槍。再南宋時就有火槍的文獻記錄，南宋軍隊利用會持續噴射火花的飛火槍或梨花槍來對抗北方金國或蒙古等的騎兵。可能由於火槍與突火槍的關係，槍開始有管形射擊武器的意思。明代時，槍主要是指長柄冷兵器，管身火器主要以銃稱之。清代之後，槍也常用來指銃。

## 日本的槍

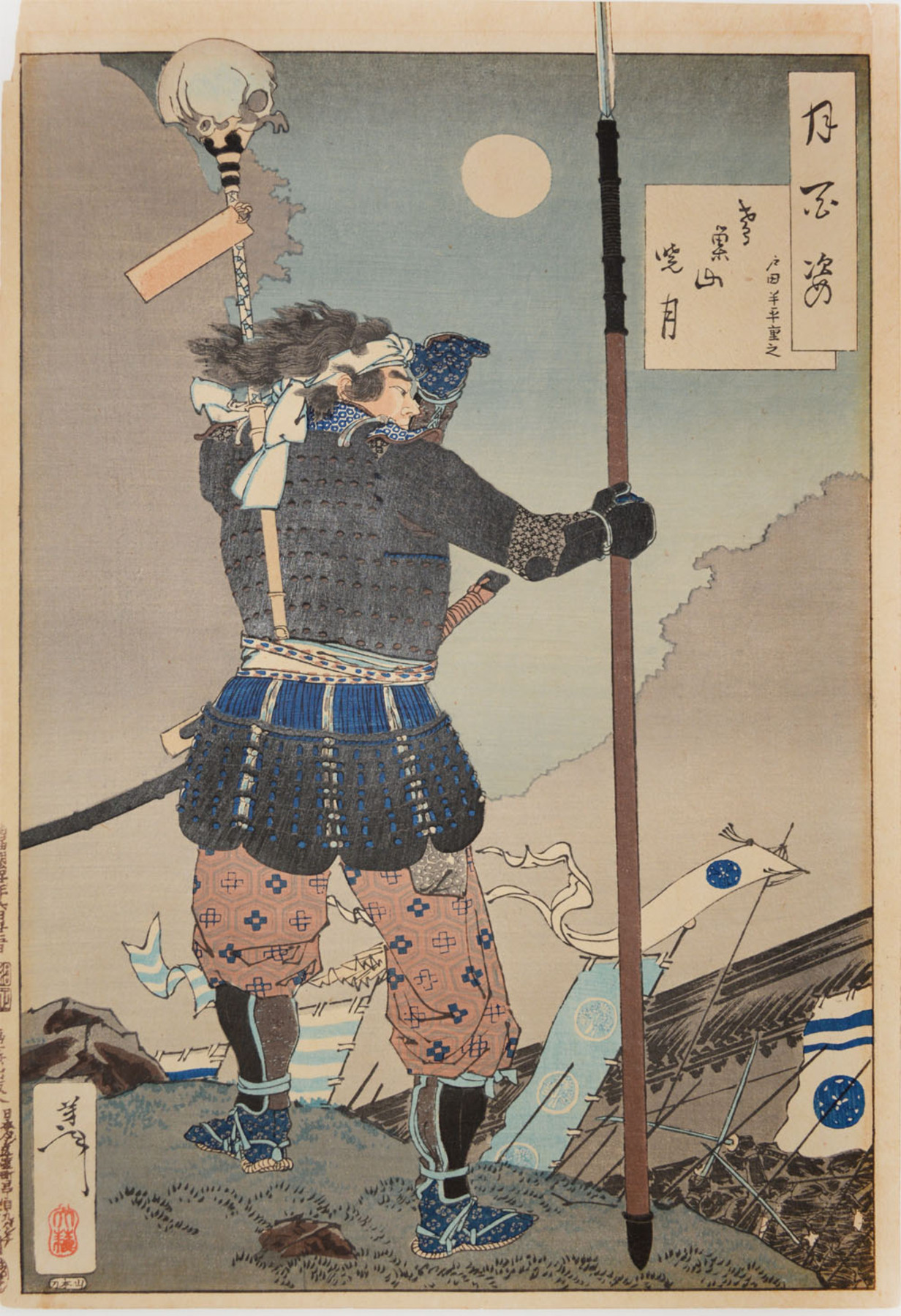
持槍的日本武士

鎌倉時代後期產生了槍此項武器，起初由一般步兵使用，武將後也逐漸採用，並發展出了日本槍術，而到了戰國時代長槍為最普遍的武器。

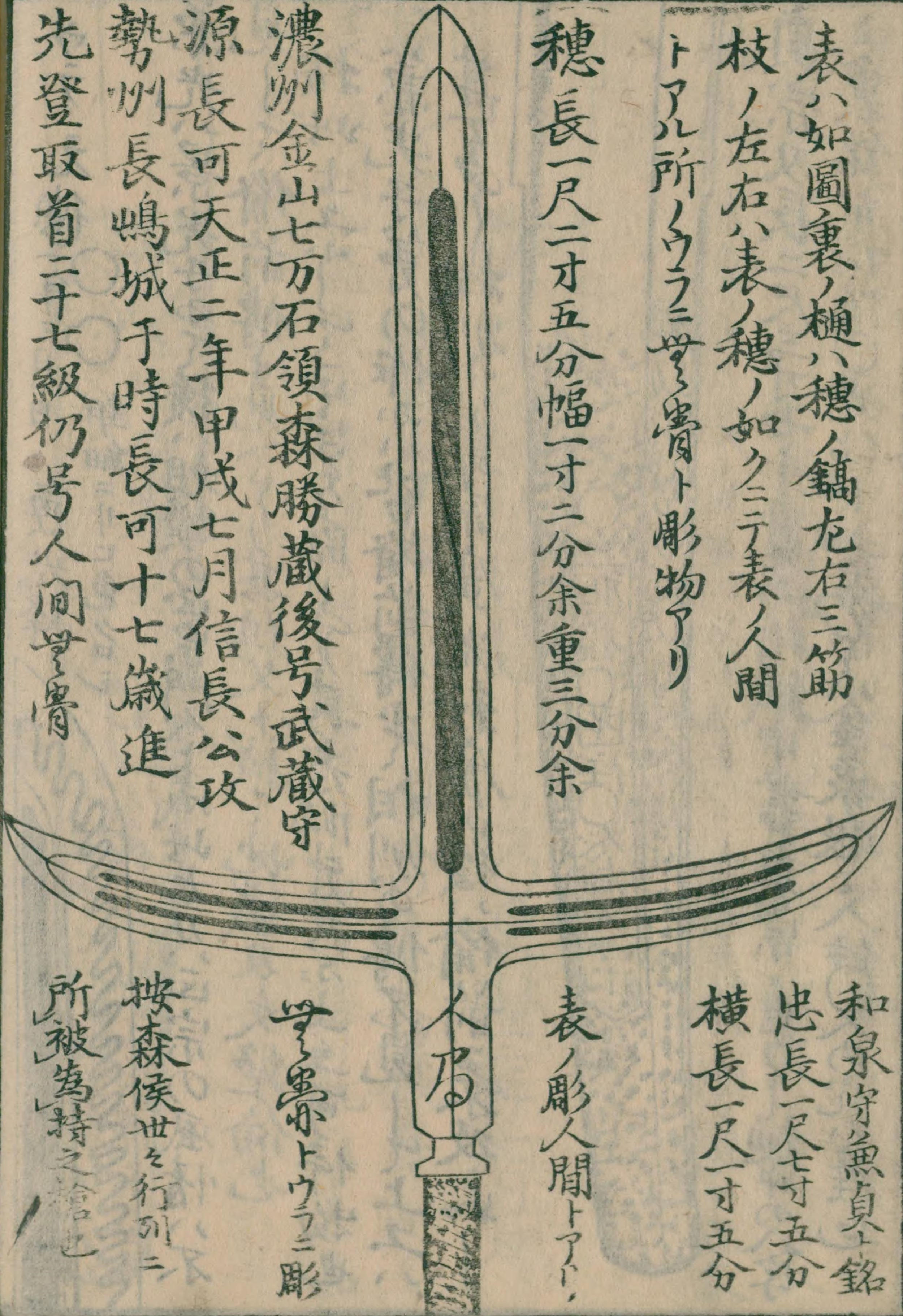
十文字槍

種類有素槍、勾槍、管槍、片鐮槍、十文字槍、三角槍、菊池槍、大身槍等。
戰國時代，足輕使用的槍較武士長，統稱為「長柄」，其中最為著名的便是織田信長的三間半槍，長度約6公尺，足輕們會使用槍裘陣來集體作戰，彼此聚集持槍，形成像是刺蝟的陣型，並且會一起使用長槍上下敲打，而非突刺的方式攻擊敵人。

## 西方的長桿兵器
- 「Javelin」：標槍，專門設計作投擲用途的槍矛。現代運動「擲標槍」一詞的正式英文名稱為“Javelin throw”。

- 「Lance」：騎槍，有些有喇叭型的護手。

- 「Pike」：長柄槍或稱大槍，為長槍方陣所用，長度可達五至八公尺，著名的西班牙大方陣即是持這種超長武器。
  - 也有較短的版本（Half Pike），較短的版本通常在船上使用，後來也成為歐洲下級軍官的指揮棍。

- 「Glaive」：長柄刀，法語稱為「Fauchard」。

- 「Guisarme」：幾種有槍尖的長柄武器，通常混有其他長柄武器的特色。

- 「Ranseur」：西方的钂、叉類武器。

- 「Partisan」：闊頭槍，有闊大槍頭，十五世紀末出現，非正規軍與正規軍皆依序採用，後來被其它長柄兵器取代，但在歐洲的宮廷衛士中的手上還可以看到它的存在。

- 「Halbert」：具有槍頭的長柄斧，與另一種西方長柄斧頭斧極為類似，因外形相似中文常翻譯為「戟」。

- 「Bec-de-corbin」：「鴉喙」是有鑿擊功能的長柄鎚、鎬類武器。名稱來自法語：「Bec-de」為「鳥喙」；「Corbin」為「烏鴉」。

- 「Bardiche」：斧身呈眉月型的長柄斧，因外形相似中文常翻譯為「鉞」。

- 「Voulge」：一種兼有長柄刀與長柄斧特色的長柄武器。

## 参見
- 矛
- 蛇矛
- 標槍
- 枪术
- 十八般兵器
- 梨花槍
- 飛火槍